# Country-Musik 1923
Die Liste bietet eine Übersicht über das Jahr 1923 im Genre Country-Musik.

## Ereignisse
- Sommer 1923: Ralph Peer nimmt die Titel Little Old Log Cabin In The Lane und The Old Hen Cackled And The Rooster's Going To Crow des Musikers Fiddlin’ John Carson auf Schallplatte auf

## Top-Hits des Jahres
- Little Old Log Cabin In The Laneⓘ/? – Fiddlin’ John Carson
- It Ain't Gonna Rain No Mo‘ – Wendell Hall
- The Wreck Of The Old Southern '97 – Henry Whitter

## Geboren
- 23. Februar – Buck Griffin
- Februar – Barney Burcham
- 20. August – Jim Reeves